# 斯特里扎基夫
49°9′27″N 29°21′1″E / 49.15750°N 29.35028°E
斯特里扎基夫（烏克蘭語：Стрижаків），是烏克蘭的村落，位於該國西南部文尼察州，由文尼察區負責管轄，始建於1670年，面積1.69平方公里，海拔高度249米，2001年人口285。